# The Head Cat
The Head Cat (Headcat) je americká rockabilly superskupina. Jejími členy původně byli zpěvák, kytarista a baskytarista Lemmy (z Motörhead), bubeník Slim Jim Phantom (z The Stray Cats) a kytarista Danny B. Harvey (z Lonesome Spurs). Po Lemmyho smrti se ke skupině přidal zpěvák a baskytarista David Vincent.

## Diskografie
- Lemmy, Slim Jim & Danny B (2000)
- Fool's Paradise (2006)
- Rockin' The Cat Club: Live from the Sunset Strip'' (DVD) (2007)
- Walk the Walk...Talk the Talk (2011)